# Diócesis de Naha
La diócesis de Naha (en latín: Dioecesis Nahana y en japonés: カトリック那覇教区) es una circunscripción eclesiástica latina de la Iglesia católica en Japón, sufragánea de la arquidiócesis de Nagasaki. La diócesis tiene al obispo Wayne Berndt, O.F.M.Cap. como su ordinario desde el 9 de diciembre de 2017.

## Territorio y organización
La diócesis tiene 2281 km² y extiende su jurisdicción sobre los fieles católicos de rito latino residentes en la prefectura de Okinawa de la región de Kyūshū.
La sede de la diócesis se encuentra en la ciudad de Naha, en donde se halla la Catedral del Corazón Inmaculado de María.
En 2019 en la diócesis existían 13 parroquias.

## Historia
La diócesis fue erigida el 18 de diciembre de 1972 con la bula Iaponica Terra del papa Pablo VI, obteniendo el territorio de la diócesis de Kagoshima.

## Estadísticas
De acuerdo al Anuario Pontificio 2020 la diócesis tenía a fines de 2019 un total de 6122 fieles bautizados.
| Año                                                                             | Población            | Población | Población      | Sacerdotes | Sacerdotes    | Sacerdotes    | Bautizados por sacerdote | Diáconos permanentes | Religiosos | Religiosos | Parroquias |
| Año                                                                             | Bautizados católicos | Total     | % de católicos | Total      | Clero secular | Clero regular | Bautizados por sacerdote | Diáconos permanentes | Varones    | Mujeres    | Parroquias |
| ------------------------------------------------------------------------------- | -------------------- | --------- | -------------- | ---------- | ------------- | ------------- | ------------------------ | -------------------- | ---------- | ---------- | ---------- |
| 1980                                                                            | 4616                 | 1 092 096 | 0.4            | 16         | 3             | 13            | 288                      |                      | 16         | 55         |            |
| 1990                                                                            | 5767                 | 1 214 592 | 0.5            | 33         | 20            | 13            | 174                      |                      | 16         | 76         | 13         |
| 1999                                                                            | 6331                 | 1 302 945 | 0.5            | 30         | 18            | 12            | 211                      |                      | 15         | 72         | 13         |
| 2000                                                                            | 6124                 | 1 313 770 | 0.5            | 18         | 5             | 13            | 340                      |                      | 16         | 71         | 13         |
| 2001                                                                            | 6213                 | 1 313 770 | 0.5            | 28         | 18            | 10            | 221                      |                      | 13         | 72         | 13         |
| 2002                                                                            | 6226                 | 1 331 589 | 0.5            | 18         | 4             | 14            | 345                      |                      | 17         | 59         | 13         |
| 2003                                                                            | 6085                 | 1 333 498 | 0.5            | 26         | 11            | 15            | 234                      | 4                    | 18         | 58         | 13         |
| 2004                                                                            | 6118                 | 1 351 175 | 0.5            | 17         | 3             | 14            | 359                      | 4                    | 17         | 65         | 13         |
| 2013                                                                            | 5986                 | 1 412 753 | 0.4            | 21         | 8             | 13            | 285                      | 4                    | 15         | 62         | 13         |
| 2016                                                                            | 6085                 | 1 432 871 | 0.4            | 21         | 8             | 13            | 289                      | 4                    | 27         | 59         | 13         |
| 2019                                                                            | 6122                 | 1 451 341 | 0.4            | 19         | 7             | 12            | 322                      | 3                    | 13         | 64         | 13         |
| Fuente: Catholic-Hierarchy, que a su vez toma los datos del Anuario Pontificio. |                      |           |                |            |               |               |                          |                      |            |            |            |

## Episcopologio
- Peter Baptist Tadamaro Ishigami, O.F.M.Cap. † (18 de diciembre de 1972-24 de enero de 1997 retirado)
- Berard Toshio Oshikawa, O.F.M.Conv. (24 de enero de 1997-9 de diciembre de 2017 retirado)
- Wayne Berndt, O.F.M.Cap., desde el 9 de diciembre de 2017